# Bispgårdens IF
Bispgårdens IF är en idrottsklubb i Bispgården, Jämtland, som bildades 1905 och som 2007 innefattade de fyra sportsektionerna fotboll, ishockey, badminton och gymnastik.

## Fotboll
Fotbollens hemmaplan IP Östervåg invigdes 1958 och har en kapacitet på 300 åskådare. Bispgårdens IF bedrev A-lagsverksamhet för herrar mellan 1931 och 2007, dock inte kontinuerligt; 2006 bestämde sig klubben för att göra ett försök att återstarta fotbollsverksamheten för A-laget efter 20 års inaktivitet. Laget tog sig till DM-final 2006 och förlorade där mot division 1-laget Östersunds FK. I seriespel startade laget säsongen 2006 i division 5 Norra där det slutade på en tredjeplats, vilket föranledde uppflyttning till division 4 Jämtland/Härjedalen till säsongen 2007 – där laget slutade sist och blev åter overksamt.
Bispgårdens temporära damfotbollslag spelade i Sveriges näst högsta division i slutet på 1970-talet.